# Irma Capece Minutolo
Irma Capece Minutolo (Napoli, 6 agosto 1935 – Roma, 7 giugno 2023) è stata una cantante lirica e attrice italiana.

## Biografia
Aristocratica, figlia di Don Augusto Capece Minutolo, patrizio napoletano, e di Luisa Amoroso. Non ha avuto figli ma dal fratello, Don Antonio Capece Minutolo, è nata sua nipote omonima, Donna Irma Capece Minutolo, a sua volta noto personaggio delle cronache mondane ed attivista nel sociale  .
Sostiene, senza portare prove, di aver sposato a 18 anni Fārūq I, re d'Egitto, prendendo il titolo di sua altezza reale Faegi Farouk.
Dopo la morte di Faruq riprese lo studio della lirica, del resto mai del tutto abbandonata, che l'aveva portata a esibirsi in vari teatri; tra di essi quelli di Montecarlo, Basilea e Vicenza.
A Roma studiò col soprano Maria Caniglia e successivamente si trasferì a Milano, dove studiò col soprano Mercè Llopart.
Esordì nel 1967, nel ruolo di Liù, al teatro Opera di Roma nell'opera Turandot di Giacomo Puccini e nello stesso anno fu scritturata, presso il medesimo teatro, nel ruolo di Leonora ne Il trovatore di Giuseppe Verdi.
Successivamente cantò con Mario Del Monaco nell'Otello di Giuseppe Verdi, nel ruolo di Desdemona, e in Pagliacci di Ruggero Leoncavallo, nel ruolo di Nedda.
Morì a Roma, dove risiedeva, il 7 giugno 2023 ad 87 anni.

## Dichiarazione di matrimonio con re Fārūq I d'Egitto
Nel 2005, in un'intervista con Al-Ahram Weekly, affermò d'essersi sposata con Faruq "nella tradizione islamica" all'età di 16 anni, e di voler scrivere un libro di memorie della sua vita come moglie del re.
Le fonti pubblicate indicano la sua data di nascita nel 1935, per cui si sarebbe sposata nel 1951, ovvero lo stesso anno in cui il re sposò la sua seconda moglie Narriman Sadek.
Irma Capece Minutolo dichiarò anche che lei e Faruq erano sposati, al momento della  morte di lui nel 1965, da otto anni, il che significherebbe che la cerimonia ebbe luogo nel 1957. Tuttavia, nel 1954, la rivista Time, descrive Irma Capece Minutolo come "la sua compagna di viaggio attuale è una voluttuosa napoletana",  dichiarando inoltre che la cantante aveva rifiutato di sposare il re deposto, affermando: "Faruq è sensibile e tenero, ma il matrimonio è la tomba dell'amore". Sei anni più tardi, lo statuto giuridico della coppia non era cambiato. Tuttavia, nel necrologio di Faruq, pubblicato nel The New York Times, Irma Capece Minutolo è stata identificata come "compagna costante di Faruq negli ultimi anni".
Capece Minutolo dichiarò inoltre di aver avuto 24 anni quando morì Faruq, nel 1965, il che avrebbe posto il suo anno di nascita nel 1941. Nel febbraio 1954, tuttavia, lo stesso mese in cui il re Faruq e la regina Narriman divorziarono, il Time riferì come la cantante fosse "l'ultimo pezzo della collezione", affermando che la cantante aveva 18 anni. Ciò porrebbe quindi la sua nascita nel 1935.

## Filmografia
- Napoletani a Milano, regia di Eduardo De Filippo (1953)
- Siamo ricchi e poveri, regia di Siro Marcellini (1954)
- La tempesta, regia di Giovanna Lenzi (1988)
- Il giovane Toscanini, regia di Franco Zeffirelli (1988)
- In una notte di chiaro di luna, regia di Lina Wertmüller (1989)
- Mutande pazze, regia di Roberto D'Agostino (1992)
- Boom, regia di Andrea Zaccariello (1999)
- Fantozzi 2000 - La clonazione, regia di Domenico Saverni (1999)